# Stanisław Seweryn Burhardt-Bukacki
Stanisław Seweryn Burhardt-Bukacki, poljski general, * 1890, † 1942.